# بيتر كرومبي
بيتر كرومبي (بالإنجليزية: Peter Crombie)‏ هو ممثل أمريكي، ولد في 26 يونيو 1952.

## أعمال

### أفلام
- (1994) قتلة بالفطرة[2][3][4]
- (1995) سبعة[5]

### مسلسلات
- جوال تكساس ووكر
- موردر
- قانون ونظام[6]

## وصلات خارجية
- بيتر كرومبي على موقع IMDb (الإنجليزية)
- بيتر كرومبي على موقع ألو سيني (الفرنسية)
- بيتر كرومبي على موقع أول موفي (الإنجليزية)
- بيتر كرومبي على موقع قاعدة بيانات برودواي على الإنترنت (الإنجليزية)
- بيتر كرومبي على موقع قاعدة بيانات الأفلام السويدية (السويدية)
- بيتر كرومبي على موقع قاعدة بيانات الفيلم (الإنجليزية)
- بيتر كرومبي على موقع كينوبويسك (الروسية)